# クリス・メリット

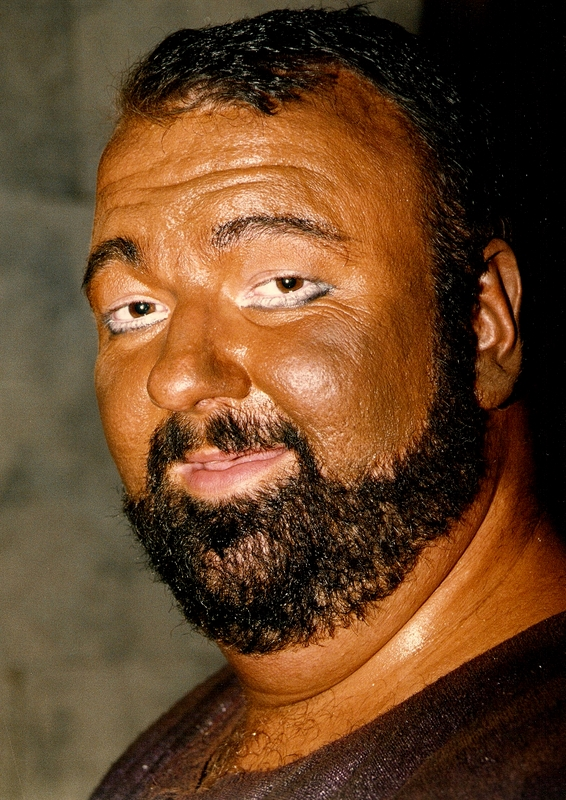
クリス・メリット

クリス・メリット（英: Chris Merritt, 1952年9月27日 - ）は、アメリカ合衆国のテノール歌手。
オクラホマシティ出身。オクラホマシティ大学でイネス・ランスフォード＝シルバーグに声楽を学ぶ。1973年にサンタフェ歌劇場の研修生となり、1975年にサンタフェ歌劇場におけるジュゼッペ・ヴェルディの《ファルスタッフ》の公演でドクター・カイウス役を歌って初舞台を踏んだ。1978年にはザルツブルク音楽祭でジョアキーノ・ロッシーニの《アルジェのイタリア女》のリンドーロ役を歌って好評を博し、1985年にミラノのスカラ座でロッシーニの《ランスへの旅》の公演に参加して名声を確立した。